# Karl Oskar Medin
Karl Oskar Medin (Axberg, Örebro, 14 de agosto de 1847 – Estocolmo, 24 de diciembre de 1927) fue un pediatra sueco, célebre por sus estudios sobre la poliomielitis, enfermedad que también se conoce como enfermedad de Heine-Medin, en honor a él y a otro médico, Jakob Heine. Medin fue el primero en describir el carácter epidémico de la parálisis infantil.

## Biografía
Medin estudió medicina en Uppsala y Estocolmo. Recibió su doctado en medicina en la Universidad de Uppsala en 1880 con su tesis Meningitis cerebrospinalis epidemica infantum, por la que también fue nombrado profesor asociado de pediatría en el Instituto Karolinska. En 1883 fue nombrado profesor asociado y entre 1884 y 1912 fue profesor titular de pediatría en el mismo instituto. También fue jefe de servicio del Hospital General Infantil de Estocolmo, donde trabajó hasta 1912. De 1906 a 1915 presidió el consejo municipal de sanidad de Estocolmo. Murió el 24 de diciembre de 1927.

## Obra
El nombre de Karl Oskar Medin, que se dedicó principalmente al estudio de las  enfermedades infecciosas en la infancia y a temas socioeducativos, está asociado al descubrimiento de la naturaleza contagiosa de la poliomielitis, también llamada en aquella época parálisis infantil. Por ello, también recibe el nombre de enfermedad de Heine-Medin en honor a él y a Jakob Heine. Además, señaló el carácter infeccioso de la tuberculosis antes de que Robert Koch descubriera el agente causante de esta enfermedad.